# 科斯強季尼夫卡 (別爾季切夫區)
49°52′29″N 28°18′55″E / 49.87472°N 28.31528°E
科斯強季尼夫卡（烏克蘭語：Костянтинівка），是烏克蘭的村落，位於該國北部日托米爾州，由別爾季切夫區負責管轄，始建於1830年，面積0.13平方公里，海拔高度271米，2001年人口10，人口密度每平方公里76.92人。